# Alan Wright
Alan Geoffrey Wright (Ashton-under-Lyne, 28 september 1971) is een Engels voormalig betaald voetballer die doorgaans als linksachter speelde. Hij speelde onder meer 260 wedstrijden voor Aston Villa in de Premier League van 1995 tot 2003.

## Clubcarrière

### Blackpool en Blackburn Rovers
Wright begon zijn professionele loopbaan bij Blackpool in 1988. Hij verruilde Blackpool voor Blackburn Rovers in 1991. Wright kwam tot 74 wedstrijden en één doelpunt in de Second Division en vanaf 1992 de Premier League. Wright bleef een basisspeler bij Blackburn Rovers tot de komst van linksachter Graeme Le Saux. 

### Aston Villa
Aston Villa was in hem geïnteresseerd en betaalde £ 1.000.000 in februari 1995. Wright was er dus niet meer bij toen Blackburn tegen alle verwachtingen de topclubs een hak zette en in mei 1995 de Premier League won, vooral dankzij topschutter Alan Shearer en scherpschutter Chris Sutton. Het jaar ervoor was hij met Blackburn al eens tweede geëindigd, achter Manchester United. 
Wright maakte bij Villa deel uit van een sterke achterhoede met Gareth Barry, Gareth Southgate en Ugo Ehiogu, waarbij Wright vanop de linkerflank met offensieve impulsen voor gevaar kon zorgen. In een 3-5-2 opstelling won hij met Villa de League Cup in 1996. Leeds United ging in de finale met 3-0 voor de bijl. Villa won dankzij doelpunten van Savo Milošević, Ian Taylor en Dwight Yorke. Hij speelde de hele wedstrijd. Wright stond ook in de basis tijdens de FA Cup-finale van 2000 tegen Chelsea, die met 1-0 verloren ging door een doelpunt van Roberto Di Matteo diep in de tweede helft. Hij werd na 88 minuten vervangen door Lee Hendrie. 
Wright is achter Gordon Cowans en Dennis Mortimer, die met Villa de Europacup I veroverden in 1982, de speler met de meeste Europese wedstrijden bij Aston Villa. De linkspoot kwam 26 keer in actie voor Villa in Europees verband. Wright scoorde vijf doelpunten in 260 competitieduels en vertrok bij Villa in de zomer van 2003. 

### Middlesbrough en Sheffield United
Wright tekende een contract bij Middlesbrough, maar kwam daar amper twee keer in actie. Wright speelde vervolgens vier seizoenen bij Sheffield United, waarvan een jaar op uitleenbasis. Middlesbrough verhuurde de verdediger aan Sheffield. In zijn laatste seizoen bij Sheffield werd hij meermaals uitgeleend. 

### Latere carrière
Wright speelde meer dan 300 wedstrijden in de Premier League en beëindigde zijn loopbaan op 39-jarige leeftijd in 2011. Hij verdedigde toen de kleuren van Fleetwood Town in de League Two. Eerder kwam Wright uit voor Cheltenham Town.

## Erelijst
| Competitie  |             |             |
| Competitie  | Aantal      | Jaren       |
| Aston Villa | Aston Villa | Aston Villa |
| ----------- | ----------- | ----------- |
| League Cup  | 1×          | 1995/96     |